# Acacia planifrons
Acacia planifrons é uma espécie de leguminosa do gênero Acacia, pertencente à família Fabaceae.